# Kargān-e Qadīm
Kargān-e Qadīm (persiska: کرگان, Kargān, کرگان قدیم) är en ort i Iran.   Den ligger i provinsen Östazarbaijan, i den nordvästra delen av landet, 500 km nordväst om huvudstaden Teheran. Kargān-e Qadīm ligger 1 950 meter över havet och antalet invånare är 906.
Terrängen runt Kargān-e Qadīm är kuperad åt nordväst, men åt sydost är den platt. Terrängen runt Kargān-e Qadīm sluttar österut.Runt Kargān-e Qadīm är det ganska glesbefolkat, med 43 invånare per kvadratkilometer. Närmaste större samhälle är Bostānābād, 11,5 km öster om Kargān-e Qadīm. Trakten runt Kargān-e Qadīm består i huvudsak av gräsmarker.